# Nationaal park Forlandet
Nationaal park Forlandet (Noors: Forlandet nasjonalpark) is een nationaal park op Spitsbergen in Noorwegen. Het nationaal park werd opgericht in 1973 en omvat het hele eiland Prins Karls Forland. In het 4627 vierkante kilometer grote nationaal park leeft onder andere gewone zeehond, zeekoet. Op de kustkliffen van het park komen veel vogels voor, waaronder eider en gans.